# Windows 10
Windows 10 és una sèrie de sistemes operatius desenvolupats per Microsoft i llançats com a part de la seva família de sistemes operatius Windows NT. És el successor de Windows 8.1, llançat gairebé dos anys abans, i va llençar la versió de disponibilitat general (RTM) el 15 de juliol de 2015 i publicat a grans trets per al públic en general el 29 de juliol de 2015.Windows 10 es va estar disponible per descarregar mitjançant MSDN i Technet, i com a actualització gratuïta per a còpies minoristes d'usuaris de Windows 8 i Windows RT a través del Windows Store. Windows 10 rep novetats a les compilacions de forma contínua, que estan disponibles sense cost addicional per als usuaris, a més de versions de proves addicionals de Windows 10, que estan disponibles per a Windows Insiders. Els dispositius en entorns empresarials poden rebre aquestes actualitzacions a un ritme més lent o utilitzar fites de suport a llarg termini que només reben actualitzacions crítiques, com ara els pedaços de seguretat, durant la seva vida útil de deu anys de suport ampliat.
Una de les funcions més notables de Windows 10 és el seu suport per a aplicacions universals, una expansió de l'estil Metro introduït per primera vegada a Windows 8. Les aplicacions universals es poden dissenyar per funcionar en diverses famílies de productes de Microsoft amb codi gairebé idèntic inclosos PC, tauletes, telèfons intel·ligents, sistemes incrustats, Xbox One, Surface Hub i Realitat mixta. La interfície d'usuari de Windows es va revisar per gestionar les transicions entre una interfície orientada al ratolí i una pantalla tàctil: interfície optimitzada basada en dispositius d'entrada disponibles, especialment en PC 2 en 1, ambdós les interfícies inclouen un menú Inici actualitzat que incorpora elements del menú inicial tradicional de Windows 7 amb els mosaics de Windows 8. Windows 10 també va introduir el navegador web Microsoft Edge, un sistema d'escriptori virtual, una funció de gestió de finestres i escriptoris anomenada Vista de tasques, compatibilitat amb empremta digital i un sistema de reconeixement facial, noves funcions de seguretat per a entorns empresarials i DirectX 12.
Windows 10 va rebre crítiques sobretot positives en el seu llançament original. Els crítics van elogiar la decisió de Microsoft de proporcionar una interfície orientada a l'escriptori en línia amb versions anteriors de Windows, en contrast amb l'enfocament orientat a tauletes de Windows 8, tot i que es va criticar el mode d'interfície d'usuari orientat al tacte de Windows 10 per contenir regressions a la interfície orientada al tacte del seu predecessor. Els crítics també van elogiar les millores del programari inclòs en Windows 10 sobre Windows 8.1, la integració de Xbox Live, així com la funcionalitat i les capacitats de l'assistent personal de Cortana i la substitució d'Internet Explorer per Edge. No obstant això, els mitjans de comunicació han estat crítics amb els canvis en els comportaments del sistema operatiu, inclosa la instal·lació de l'actualització obligatòria, privadesa sobre la recopilació de dades realitzada pel sistema operatiu per a Microsoft i els seus socis i adware - tàctiques bàsiques per promocionar el sistema operatiu a el seu llançament.
Microsoft inicialment pretenia que Windows 10 estigués instal·lat en més de mil milions de dispositius en un termini de tres anys des del seu llançament; aquest objectiu es va assolir, finalment, gairebé cinc anys després, el 16 de març de 2020. El gener de 2018, Windows 10 va superar a Windows 7 com la versió més popular de Windows a tot el món; i al maig de 2020, Windows 10 va superar a Windows 7 com la versió més popular de Windows a la Xina. L'agost de 2020, s'estima que el 73% dels PC amb Windows utilitzen Windows 10, amb una xifra del 57% de tots els ordinadors (inclòs el Mac / Linux) i el 26% de tots els dispositius (inclosos els mòbils, les tauletes i les consoles).

## Desenvolupament
Al Microsoft Worldwide Partner Conference el 2011, Andrew Lees, el cap de tecnologies mòbils de Microsoft, va dir que la companyia pretenia tenir un únic ecosistema de programari per a PC, telèfons, tauletes i altres dispositius: "No tindrem un ecosistema per a ordinadors, un per a telèfons i un per a tauletes."
El desembre de 2013, l'escriptora de tecnologia Mary Jo Foley va informar que Microsoft estava treballant en una actualització del Windows 8 amb el criptònim "Threshold", un planeta de la seva franquícia Halo. De manera similar a "Blue" (que es va convertir en Windows 8.1), Foley va anomenar Threshold una "onada de sistemes operatius" en diverses plataformes i serveis de Microsoft, prevista per al segon trimestre del 2015. També va afirmar que un dels objectius de Threshold era crear una plataforma d'aplicacions unificada i un conjunt d'eines de desenvolupament per a Windows, Windows Phone i Xbox One (que en fan servir una arquitectura de Windows NT similar).
A la conferència Build de l'Abril del 2014, Terry Myerson de Microsoft va donar a conèixer una versió actualitzada de Windows 8.1 (versió 9697) que afegia la possibilitat d'executar aplicacions del Windows Store a les finestres de l'escriptori i un menú Inici més tradicional en lloc de la pantalla d'inici que es mostra a Windows 8. El nou menú Inici pren el disseny de Windows 7 només mitjançant una part de la pantalla i inclou una llista d'aplicacions d'estil Windows 7 a la primera columna. A la segona columna es mostren mosaics d'aplicacions a l'estil de Windows 8. Myerson va dir que aquests canvis es produirien en una futura actualització, però no va aprofundir.Microsoft també va donar a conèixer el concepte d'"aplicació universal de Windows", permetent que les aplicacions de Windows Store creades per a Windows 8.1 es portin a Windows Phone 8.1 i Xbox One mentre es comparteix una base de codis comuna, amb una interfície dissenyada per a diferents factors de forma de dispositiu, i permetre que les dades de l'usuari i llicències d'una aplicació es puguin compartir entre diverses plataformes. Windows Phone 8.1 compartiria gairebé el 90% de les API Windows Runtime habituals amb Windows 8.1 en ordinadors.
El juliol de 2014 es van filtrar captures de pantalla d’una compilació de Windows que es pretenia Threshold, mostrant el menú Inici presentat anteriorment i les aplicacions del Windows Store amb finestra., seguit d'una captura de pantalla addicional d'una versió que s'identificava com a "Windows Technical Preview", numerada 9834, el setembre de 2014, que mostra un nou sistema d'escriptori virtual, un centre de notificacions i una nova icona de l'Explorador de fitxers.

## Característiques
Windows 10 fa que la seva experiència d'usuari i la seva funcionalitat siguin més consistents entre les diferents classes de dispositius i solucioni la majoria de les deficiències de la interfície d'usuari introduïdes a Windows 8. Windows 10 Mobile, el successor de Windows Phone 8.1, va compartir alguns elements i aplicacions de la interfície d'usuari amb el seu homòleg de PC.
L'ecosistema d'aplicacions Windows Runtime es van revisar a Universal Windows Platform (UWP). Aquestes aplicacions universals estan dissenyades per funcionar en diverses plataformes i classes de dispositius, inclosos telèfons intel·ligents, tauletes, consoles Xbox One i altres dispositius compatibles amb Windows 10. Les aplicacions de Windows comparteixen codi entre plataformes, tenen disseny responsiu que s’adapten a les necessitats del dispositiu i a les entrades disponibles, poden sincronitzar dades entre dispositius Windows 10 (incloses notificacions, credencials i permetre multijugador multiplataforma per a jocs) i es distribueixen a través de Microsoft Store (reanomenada des de Windows Store des del setembre del 2017). Els desenvolupadors poden permetre les "compres creuades", on les llicències comprades per a una aplicació s'apliquen a tots els dispositius compatibles de l'usuari, en lloc de només al que han comprat (per exemple, un usuari que compra una aplicació a l'ordinador també pot utilitzar la versió del telèfon intel·ligent sense cost addicional).
A Windows 10, la Microsoft Store serveix com a aparador unificat per a aplicacions, contingut de vídeo i llibres electrònics. Windows 10 també permet empaquetar aplicacions web i programari d'escriptori (mitjançant Win32 o .NET Framework) per distribuir-los a la Microsoft Store. El programari d'escriptori distribuït a través d'aquesta s'empaqueta mitjançant el sistema App-V per permetre l'aïllament de processos.

### Interfície d'usuari i d'escriptori

La pantalla "Vista de Tasques" permet l'ús de múltiples espais de treball.

S'utilitza una nova iteració del menú Inici a l'escriptori de Windows 10, amb una llista de llocs i altres opcions al costat esquerre i mosaics que representen les aplicacions a la dreta. El menú es pot canviar de mida i ampliar-lo a una pantalla completa, que és l'opció predeterminada en mode tauleta. Es va afegir un nou sistema d'escriptoris virtuals. Una característica coneguda com a Visualització de tasques mostra totes les finestres obertes i permet als usuaris canviar entre elles o canviar entre diversos espais de treball. Les aplicacions universals, que abans només es podien utilitzar en mode de pantalla completa, ara es poden utilitzar en finestres autònomes de manera similar als altres programes. Les finestres del programari ara es poden ajustar als quadrants de la pantalla arrossegant-les fins a una cantonada. Quan s’adopta una finestra a un costat de la pantalla, apareix la Vista de tasques i es demana a l’usuari que triï una segona finestra per omplir el costat no utilitzat de la pantalla (anomenat "Assistència instantània"). També es van canviar les icones del sistema de Windows.
Els Charms han estat eliminats; s'accedeix a la seva funcionalitat en aplicacions universals des d'un menú "Comandes d'aplicacions" a la barra de títol. En el seu lloc hi ha el Centre d'Accions, que mostra les notificacions i els canvis de configuració. S'hi accedeix fent clic a una icona a l'àrea de notificació o arrossegant-lo des de la dreta de la pantalla. Les notificacions es poden sincronitzar entre diversos dispositius. L'aplicació Configuració (anteriorment Configuració del PC) s'ha actualitzat i ara inclou més opcions que abans eren exclusives del Tauler de control d'escriptori.
Windows 10 està dissenyat per adaptar la seva interfície d’usuari en funció del tipus de dispositiu que s’utilitzi i dels mètodes d’entrada disponibles. Ofereix dos modes d'interfície d'usuari diferents: una interfície d'usuari optimitzada per al ratolí i el teclat i un "mode de tauleta" dissenyat per a pantalles tàctils. Els usuaris poden alternar entre aquests dos modes en qualsevol moment i el Windows pot sol·licitar o canviar automàticament quan es produeixen certs esdeveniments, com ara desactivar el mode de tauleta en una tauleta si hi ha un teclat o un ratolí connectat o quan es canvia l'estat d'un ordinador 2 en 1 al seu estat de portàtil. En el mode tauleta, els programes es mostren per defecte a la vista maximitzada i la barra de tasques conté un botó enrere i amaga els botons predeterminats per als programes oberts o fixats; La Vista de tasques s’utilitza per canviar entre programes. El menú Inici de pantalla completa s’utilitza en aquest mode, de manera similar al Windows 8, però es desplaça verticalment en lloc d’horitzontalment.

### Seguretat del sistema
Windows 10 incorpora tecnologia d'autenticació multifactor basada en estàndards desenvolupats per la FIDO Alliance. El sistema operatiu inclou un suport millorat per identificació biomètrica a través de la plataforma Windows Hello. Els dispositius amb càmeres compatibles (que requereixen il·luminació infraroja, com Intel RealSense) permeten als usuaris iniciar sessió amb l'iris o un sistema de reconeixement facial, de manera similar a Kinect. Els dispositius amb lectors compatibles permeten als usuaris iniciar sessió mitjançant reconeixement d’empremtes digitals. També es va afegir suport per a l'escaneig de les venes de palma mitjançant una associació amb Fujitsu el febrer de 2018. Les credencials s’emmagatzemen localment i es protegeixen mitjançant xifratge asimètric.
A més de l'autenticació biomètrica, Windows Hello admet l'autenticació amb un PIN. Per defecte, Windows requereix un PIN que consti de quatre dígits, però es pot configurar per permetre PIN més complexos. Tot i això, un PIN no és una contrasenya més senzilla. Tot i que les contrasenyes es transmeten al controlador de domini, els pins no. Estan lligats a un dispositiu i, si es posa en perill, només es veu afectat un dispositiu. Amb el suport d’un xip Trusted Platform Module (TPM), Windows utilitza PIN per crear parells de claus asimètriques fortes. Com a tal, el testimoni d'autenticació transmès al servidor és més difícil de trencar. A més, mentre que les contrasenyes febles es poden trencar mitjançant la taula arc de Sant Martí, TPM fa que els pins de Windows, molt més senzills, siguin resistents als atacs de força bruta.
Quan es va introduir Windows 10 per primera vegada, l'autenticació multifactor va ser proporcionada per dos components: Windows Hello i Passport (no s'ha de confondre amb la plataforma Passport de 1998). Més tard, Passport es va fusionar amb Windows Hello.
L'edició empresarial de Windows 10 ofereix funcions de seguretat addicionals; els administradors poden configurar polítiques per al xifratge automàtic de dades sensibles, bloquejar selectivament l'accés a les dades xifrades a les aplicacions, i activar Device Guard, un sistema que permet als administradors aplicar un entorn d'alta seguretat bloquejant l'execució de programari que no està signat digitalment per un venedor de confiança o per Microsoft. Device Guard està dissenyat per protegir-se contra atacs de día zero, i s'executa dins d'un hipervisor de manera que el seu funcionament romangui separat del mateix sistema operatiu.

### Línia d’ordres
Les finestres de la Consola de Windows (tant per a PowerShell com per a l'herència Intèrpret d'ordres en Windows) ara es pot canviar la mida sense restriccions, es pot fer que cobreixi la pantalla completa prement Alt+↵ Retorn, i pot utilitzar dreceres de teclat estàndard, com ara retallar, copiar i enganxar. També s’hi van afegir altres funcions com l’ajust de paraules i la transparència. Aquestes funcions es poden desactivar per tornar a la consola heretada si cal.

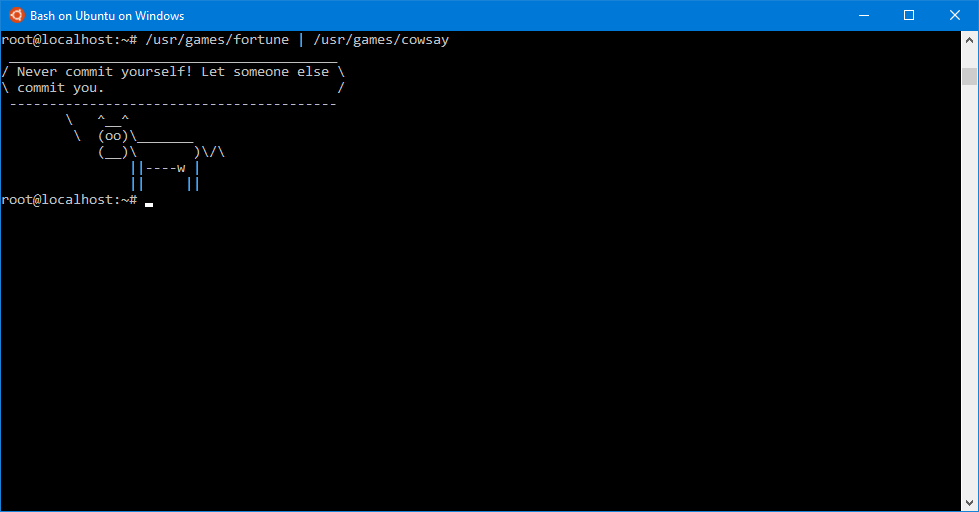
Bash que s’executa a Windows 10

La versió 1607 de Windows, també coneguda com a Anniversary Update, afegeix Windows Subsystem for Linux, que permet instal·lar un espai d'usuari d'una distribució Linux compatible que s'executa de forma nativa a Windows. El subsistema tradueix les crides del sistema Linux a les del nucli Windows NT. L'entorn pot executar els programes de línia d'ordres del shell Bash i de 64 bits. Les aplicacions de Windows no es poden executar des de l'entorn Linux i viceversa. Les distribucions de Linux per al subsistema Windows per a Linux s’obtenen a través de la Microsoft Store. La característica inicialment admetia un entorn basat en Ubuntu; Microsoft va anunciar el maig de 2017 que també afegiria les opcions d'entorn Fedora i OpenSUSE.

### Requisits d'emmagatzematge
Per reduir la petjada d'emmagatzematge del sistema operatiu, Windows 10 automàticament comprimeix els fitxers del sistema. El sistema pot reduir la petjada d'emmagatzematge de Windows en aproximadament 1,5 GB per als sistemes de 32 bits i 2,6 GB per als sistemes de 64 bits. El nivell de compressió utilitzat depèn de l'avaluació del rendiment realitzada durant les instal·lacions o per als OEM, que proven la quantitat de compressió que es pot utilitzar sense perjudicar el rendiment del sistema operatiu. A més, les funcions Actualitzar i Restablir utilitzen fitxers del sistema d'execució en lloc de fer una partició de recuperació separada redundant, permetent que els pedaços i les actualitzacions continuaran instal·lades després de l'operació i reduiran encara més l'espai necessari per a Windows 10 fins a 12 GB. Aquestes funcions substitueixen el fitxer WIMBoot introduït a Windows 8.1 Update, que permetia als fabricants d’equips OEM configurar dispositius de poca capacitat amb emmagatzematge basat en flaix per utilitzar fitxers del sistema Windows fora de la imatge WIM que s’utilitza normalment per a la instal·lació i recuperació. Windows 10 també inclou una funció a la seva aplicació Configuració que permet als usuaris veure un desglossament de com s’utilitza la capacitat d’emmagatzematge del dispositiu per diferents tipus de fitxers i determinar si certs tipus de fitxers es desen a l'emmagatzematge intern o a una targeta SD per defecte.

### Serveis i funcionalitat en línia
Windows 10 presenta Microsoft Edge, un nou navegador web per defecte. Inicialment incloïa un nou motor de representació compatible amb estàndards derivat de  Trident, i també inclou eines d’anotació i integració amb altres plataformes de Microsoft presents a Windows 10. Internet Explorer 11 es manté a Windows 10 per a fins de compatibilitat, però està obsolet a favor de Edge i ja no es desenvoluparà activament. El gener de 2020, la versió inicial de Edge va tenir èxit amb una nova iteració derivada del projecte Chromium i el motor de renderització Blink i l'antic Edge basat en EdgeHTML ara es diu 'Microsoft Edge Legacy'. Actualment, la versió Legacy d'Edge s’està substituint per la nova Edge basada en Chromium mitjançant Windows Update. També es pot descarregar manualment. En ambdós casos, substituirà l'antic Edge. Totes les versions de Windows 10 superiors a 20H2, que es publicaran a finals del 2020, inclouran la nova versió del navegador preinstal·lada.
Windows 10 incorpora un quadre de cerca universal situat al costat dels botons Inici i Visualització de tasques, que es pot amagar o condensar en un sol botó. Les versions anteriors presentaven de l'assistent personal intel·ligent de Microsoft Cortana, que es va introduir per primera vegada amb Windows Phone 8.1 el 2014 i que admet l'entrada de text i de veu. Moltes de les seves funcions són una transferència directa des de Windows Phone, inclosa la integració amb Bing, configuració de recordatoris, una funció "Llibreta de notes" per gestionar informació personal, així com buscar fitxers, reproduir música, llançament d’aplicacions, configuració de recordatoris o enviament de correus electrònics. Des de l’actualització de novembre de 2019, Microsoft ha començat a minimitzar Cortana com a part d’un reposicionament del producte cap a l’ús empresarial, amb l’actualització de maig de 2020 que elimina la seva integració de la interfície de Windows i les seves funcions orientades al consumidor.
Microsoft Family Safety és substituït per a Microsoft Family, un sistema de control parental que s'aplica a les plataformes Windows i als serveis en línia de Microsoft. Els usuaris poden crear una família designada per supervisar i restringir les accions dels usuaris designats com a nens, com ara l'accés a llocs web, el compliment de les classificacions d'edat en les compres de Microsoft Store i altres restriccions. El servei també pot enviar informes setmanals per correu electrònic als pares que detallin l’ús de l’ordinador d’un nen. A diferència de les versions anteriors de Windows, els comptes secundaris d’una família s’han d’associar a un compte de Microsoft que permeti que aquests paràmetres s’apliquin a tots els dispositius Windows 10 que utilitza un nen concret.
Windows 10 també ofereix la funció Wi-Fi Sense originada a Windows Phone 8.1; els usuaris opcionalment poden fer que el seu dispositiu es connectin automàticament als punts d'accés oberts suggerits i compartir la contrasenya de la seva xarxa domèstica amb els contactes (sigui mitjançant Skype, Contactes o Facebook) es poden connectar automàticament a la xarxa en un dispositiu Windows 10 sense necessitat d'introduir manualment la seva contrasenya. Les credencials s’emmagatzemen en forma xifrada als servidors de Microsoft i s’envien als dispositius dels contactes seleccionats. L'usuari convidat no pot veure les contrasenyes i tampoc pot accedir a altres equips o dispositius de la xarxa. Wi-Fi Sense no es pot utilitzar a xarxes xifrades IEEE 802.1X. Si afegiu "_optout" al final del SSID, també es bloquejarà l'ús de la xarxa corresponent per a aquesta funció.
Les aplicacions de trucades i missatgeria universals per a Windows 10 s’incorporen a partir de l’actualització de novembre de 2015: missatgeria, vídeo de Skype i telèfon. Aquests ofereixen alternatives integrades a la descàrrega i la sincronització de Skype amb Windows 10 Mobile.

### Multimèdia i jocs
Windows 10 proporciona una integració més intensa amb l'ecosistema Xbox. Xbox SmartGlass és succeït per Xbox Console Companion (antiga aplicació Xbox), que permet als usuaris navegar per la seva biblioteca de jocs (inclosos els jocs de consola per a PC i Xbox), i Game DVR també està disponible mitjançant una drecera de teclat, que permet als usuaris estalviar els darrers 30 segons de joc com un vídeo que es pot compartir a Xbox Live, OneDrive o a qualsevol altre lloc. Windows 10 també permet als usuaris controlar i jugar a videojocs des d’una consola Xbox One a través d’una xarxa local. L'SDK de Xbox Live permet als desenvolupadors d'aplicacions incorporar la funcionalitat de Xbox Live a les seves aplicacions i els futurs accessoris sense fils de Xbox One, com ara els controladors, són compatibles amb Windows amb un adaptador. Microsoft també té la intenció de permetre la compra creuada i estalviar la sincronització entre les versions de videojocs de Xbox One i Windows 10; Els jocs de Microsoft Studios com ReCore i Quantum Break estan pensats per ser exclusius de Windows 10 i Xbox One.
Candy Crush Saga i Microsoft Solitaire Collection també s’instal·len automàticament en instal·lar Windows 10.
Windows 10 afegeix la capacitat de fer captures de pantalla i enregistrar els videojocs amb la nova barra de jocs. Els usuaris també poden tenir el sistema operatiu per gravar contínuament el joc en segon pla, cosa que permet a l'usuari desar els darrers moments de joc al dispositiu d'emmagatzematge.
Windows 10 afegeix còdecs FLAC i HEVC i compatibilitat amb el contenidor multimèdia Matroska, cosa que permet obrir aquests formats a Windows Media Player i altres aplicacions.

#### DirectX 12
Windows 10 inclou DirectX 12, juntament amb WDDM 2.0.Presentat el març de 2014 a la GDC], DirectX 12 té com a objectiu proporcionar "un nivell d'eficiència proporcional a les consoles" amb accés "més proper al metall" i la reducció del controlador de la CPU i un controlador de gràfics amb sobrecost. La majoria de les millores de rendiment s’aconsegueixen mitjançant una programació de baix nivell, que permeten als desenvolupadors utilitzar els recursos de manera més eficient i reduir el coll d’ampolla als fils d'execució de la CPU únic causat per l’abstracció mitjançant una API de nivell superior. DirectX 12 també comptarà amb compatibilitat amb configuracions agnòstiques de diverses GPU. WDDM 2.0 introdueix un nou sistema de gestió i assignació de memòria virtual per reduir la càrrega de treball al controlador en mode de nucli.

#### Lletres tipogràfiques
Windows 10 afegeix tres noves tipografies per defecte a Windows 8, però n'elimina desenes d'altres. Els tipus de lletra eliminats estan disponibles en paquets suplementaris i es poden afegir manualment mitjançant una connexió a Internet no mesurada.

## Funcions eliminades
Windows Media Center s'ha interromput, i serà desinstal·lat quan s'actualitza des d'una versió anterior de Windows. Els controladors per a unitats de disquet USB ja no estan integrats i han de descarregar-se per separat.
OneDrive incorporat en el client de sincronització, que era introduït en Windows 8.1, ja no suporta offline marcadors de posició en Windows 10. Functionality to view offline files is expected to be added sometime in the future in a new universal app.
L'opció per seleccionar diversos mètodes per a la descàrrega de les actualitzacions de Windows (o ignorar per complet) s'ha tret per a Windows 10 Inici versions. Els usuaris de Windows 10 Pro i Enterprise encara podran ajornar actualitzacions, però només per un temps limitat.

## Edicions i preus
Windows 10 estarà disponible a set edicions principals; Windows 10 Home està destinat a incorporar dispositius de PC.  Windows 10 Pro  conté característiques addicionals dirigides cap a usuari avançats i entorns professionals.  Windows 10 Enterprise  conté característiques addicionals dirigides cap als entorns empresarials, i només està disponible a través de llicències per volum. Una nova variant del  Enterprise ,  de Windows 10 Educació , està destinat per al mercat acadèmic. Windows 10 Mobile i  de Windows 10 Mobile Enterprise  són les edicions del sistema operatiu dissenyat per a dispositius més petits com telèfon intel·ligents i tauletes. Les versions de  Enterprise  i  d'Enterprise Mobile  també es donarà a conèixer per a sistemes encastats, juntament amb  de Windows 10 IoT Core.

### Versions Preliminars
La versió de la beta pública de Windows 10 qualificat com  de Windows Technical Preview  (més tard conegut com  de Windows Insider Preview) va ser llançat l'1 d'octubre de 2014; les vistes prèvies estan dirigides cap als aficionats i usuaris de l'empresa. Els provadors que opten al programa "Windows Insider" actualitzacions automàtiques ocasionals rebudes a més recent previsualització construeix de l'operació del sistema-a diferència dels anteriors programes beta de Windows, on prèvia pública construeix van ser posats en llibertat amb menys freqüència. These builds are not available to low-capacity devices configured using the "WIMBOOT" method, due to the upgrade process's need to back up the original operating system so that it can be restored if the upgrade is interrupted. Microsoft is currently "evaluating a couple of options for a safe and reliable upgrade path for those devices."

### Versió pública
Windows 10 es va llançar en la versió de disponibilitat general (RTM) al juny de 2015 i llançat al públic el 29 de juliol del 2015. El llançament més d'hora en comparació amb les versions anteriors de Windows (que normalment llançat a la fabricació a l'agost per la disponibilitat general a l'octubre) va ser, segons els informes, per permetre que els dispositius amb el sistema operatiu que es publicarà a temps per a la temporada de tornada a compres de l'escola a Amèrica del Nord i el Regne Unit, que tradicionalment cau durant l'agost i setembre. Al detall, Windows 10 tindrà un preu similar a Windows 8, amb la versió 'Home' que té un preu de US$119, i Pro que té un preu suggerit de $199. A 'de Windows 10 Pro Pack' 'llicència' un cost de 99 $ permetrà actualitzacions de Windows 10 Home a  de Windows 10 Pro . Microsoft has also filed for a trademark for "Windows 365", suggesting that the company may be developing a subscription-based Windows product.
El sistema operatiu estarà disponible en 190 països i 111 idiomes al seu llançament, i com a part dels esforços per "recomprometre" amb els usuaris de la Xina, Microsoft també va anunciar que s'associaria amb Qihoo i Tencent per ajudar a promoure i distribuir Windows 10 a la Xina, i que el fabricant xinès d'ordinadors Lenovo proporcionaria assistència en els seus centres de servei i punts de venda per ajudar els usuaris actualitzar a Windows 10.
Els usuaris podran actualitzar a través de la Windows Update des de Windows 7 o Windows 8; aquest procés requereix la instal·lació de Windows 7 Service Pack 1 o Windows 8.1, i les actualitzacions de requisits previs. Una actualització independent amb "alguns" dels canvis de Windows 10 està prevista per Windows RT; com a tal, Microsoft no considera oficialment aquests dispositius siguin compatibles amb Windows 10. 'Variants de Windows 7' Inici  i "nucli" de Windows 8.1 s'actualitzarà a  de Windows 10 Home . Edicions  professionals  i  Ultimate  de Windows 7 i 8.1 s'actualitzaran a  de Windows 10 Pro .
El 2 de febrer de 2015, Microsoft va anunciar que anava a proporcionar una connexió ARM port de Windows 10 per als dispositius Raspberry Pi 2 i el programa per desenvolupadors de l'Internet de les coses.

## Actualització i suport

### Actualització i suport del sistema
Windows 10 serà atesa de manera significativament diferent de versions anteriors de Windows. Mentre que Microsoft va començar a distribuir un nombre més gran de versions de Windows 8 que s'agreguen característiques (com ara millores en la interfície) més enllà dels pegats de seguretat i correccions d'errors, Windows 10 adoptarà un enfocament esglaonat: els usuaris reben les actualitzacions crítiques, pegats de seguretat i actualitzacions no crítiques a el sistema operatiu i la seva funcionalitat, ja que s'alliberen. Al Windows 10 Enterprise, els administradors poden triar entre "Branca actual de negocis" (CBB) i els canals d'alliberament de suport de llarg termini. CBB rebrà totes les actualitzacions al mateix ritme que els consumidors, però permetre als administradors per endarrerir les actualitzacions no crítiques per assegurar que són adequats per al seu entorn. LTSB versions de Windows 10 són instantànies periòdiques de CBB branca de Windows 10, i només rebran pegats crítics durant el seu cicle de vida de suport de 10 anys. Els sistemes també es poden col·locar una o dues versions darrere de la més recent versió LTSB per permetre desplegaments estructurats i cicles de vida interna. Stella Chernyak ha explicat que "tenim empreses [que] poden tenir entorns de missió crítica on respectem el fet que volen posar a prova i estabilitzar el medi ambient durant molt de temps". Aquestes actualitzacions són descrites detalladament solament quant a les que consisteixen en assumptes de seguretat, les altres es mantenen sense cap descripció.
Windows 10  Home es fixa permanentment a descarregar i instal·lar actualitzacions automàticament. Només les edicions Enterprise i Pro  de Windows 10 podrà ajornar actualitzacions.
| Branca d'actualitzacions                                                                 | Branca Windows Insider Preview | Branca Actual | Branca actual empresarial | Branques de prestació de servei a llarg termini                                          |
| Edicions                                                                                 | Home | Home | |                                                                                          |
| Edicions                                                                                 | Pro | | |                                                                                          |
| Edicions                                                                                 | Education | | |                                                                                          |
| Edicions                                                                                 | Enterprise | Enterprise | Enterprise | Enterprise LTSB                                                                          |
| Actualitzacions crítiques Actualitzacions de seguretat i estabilitat                     | Continu, segons dades facilitades (elecció d'anell lent, ràpid, o vista previa de llançament)                                                         | Automàtic i obligatòri | Automàtic | L'usuari pot ajornar indefinidament actualitzacions                                      |
| Actualització de les funcions Funcionalitat que compten amb actualitzacions no crítiques | Continu, segons dades facilitades (elecció d'anell lent, ràpid, o vista previa de llançament)                                                         | Automàtic i obligatòri | Automàtic o diferir | Només a través de les actualitzacions LTSB in situ                                       |
| Actualitzacions de les funcions en cadència                                              | Actualització contínua | Progressivament després de l'avaluació WIPB | ~4 mesos després de l'avaluació CB o ajornar per un addicional de ~ 8 mesos                                                                                    | Amb llançaments LTSB que són "instantànies" estables de CBB                              |
| Suport d'actualitzacions                                                                 | Actualització contínua, les característiques venen en silenci i, de vegades van amb les noves compilacions                                            | Actualització contínua, les característiques venen en silenci i, de vegades van amb les noves compilacions                                            | Actualització contínua o actualització en context a les versions suportades LTSB                                                                               | Suport per actualitzacions in situ per a les compilacions més recents de tres mesos LTSB |
| Suport d'actualització                                                                   | 10 anys (o fins futures compilacions requereixin suport de maquinari per al nou equip no té ni ~4 mesos després d'una actualització acumulativa CBB.) | 10 anys (o fins futures compilacions requereixin suport de maquinari per al nou equip no té ni ~4 mesos després d'una actualització acumulativa CBB.) | 10 anys (o ~8 mesos d'ajornament d'actualització de les compilacions o fins futures compilacions que requereixen suport de maquinari que l'equip antic no té.) | 5 anys de corrent + 5 anys prorrogables                                                  |
| Mètodes d'actualització                                                                  | Windows Update | Windows Update | Windows Update Windows Update per Empreses Windows Server Update Services                                                                                      | Windows Update per Empreses Windows Server Update Services                               |

Terry Myerson va explicar que amb aquests canvis, Microsoft va pensar en Windows 10 com un "servei" que es "va mantenir vigent durant tota la vida amb el suport del dispositiu", i que "la pregunta" quina versió de Windows està executant 'deixarà de tenir sentit? ".

#### Actualització gratuïta
Durant el primer any de disponibilitat, llicències d'actualització per a Windows 10 estaran disponibles sense cap cost per a les edicions minoristes elegibles de Windows 7 i Windows 8. Els clients empresarials sota un actiu Software Assurance (SA) contracte amb Microsoft tenen dret a obtenir Windows 10  Enterprise  sota els seus termes actuals, igual que amb les versions anteriors de Windows. Els clients empresarials l'acord SA està vençut o estan sota un llicència per volum que no té drets d'actualització, i tots els usuaris que executen còpies de Windows no genuïnes, no tenen dret a actualitzar lliurement a Windows 10.
La versió preliminar de Windows Insider de Windows 10 s'actualitzarà automàticament a la versió RTM i el futur es basa, com ho havia fet durant tot el procés de proves; només romandrà activada i es considera autèntica si l'usuari segueix optant a les actualitzacions automàtiques a la beta s'acumula. Si l'usuari opta-a construeix estable, han de tenir una llicència vàlida de Windows 7, 8 o 10. La llicència es pot realitzar el relleu d'una actualització en context a 10 Insider preliminar a Windows 7 o 8. Microsoft té explícitament declarar que l'adhesió de Windows Insider no és una ruta d'actualització vàlida per a aquells que executa Windows XP o Windows Vista.
L'1 de juny de 2015, Microsoft va començar a empènyer un programa de notificació de Windows 7 i 8.1 dispositius consideri compatible amb Windows 10 per a informar els usuaris de la propera versió, la verificació de la compatibilitat de dispositius, i pre-registrar-se per una descàrrega automàtica del sistema operatiu en seu llançament.

## Requeriments del sistema
Els requisits de maquinari bàsic per a instal·lar Windows 10 són els mateixos que per a Windows 8.1 i Windows 8, i només una mica més alt que en Windows 7. La versió de 64 bits requereixen una CPU que suporti certes instruccions. Els dispositius amb baixa capacitat d'emmagatzematge han de proporcionar una unitat flash USB o una targeta SD amb prou espai d'emmagatzematge per arxius temporals en les actualitzacions.
Alguns dispositius de pre-construïts es poden descriure com "certificats" per Microsoft. Les tauletes certificades han d'incloure tes tecles Apagar, Pujar el volum, i Baixar el volum; Les tecles ⊞ Win i Bloqueig de rotació ja no calen.
Com amb Windows 8, tots els dispositius certificats s'han d'enviar amb el Secure Boot activat per defecte. A diferència de Windows 8, els OEM ja no estan obligats a fer configuracions d'arrencada de seguretat configurable per l'usuari, el que significa que els dispositius opcionalment poden ser bloquejats per executar sistemes operatius només signats per Microsoft. Cal una càmera il·luminada amb infraroigs per utilitzar l'autenticació per facial per Windows Hello. Device Guard requereix un sistemasistema UEFI sense certificats de tercers, i les diferents extensions de virtualització de CPU (incloent SLAT i IOMMU) habilitat en el microprogramari.
El gener de 2016, Microsoft va anunciar que només Windows 10 serà l'única plataforma Windows que donarà suport oficialment a les futures de CPU coneguts microarquitectures; el suport per als sistemes Windows 7 i Windows 8.1 utilitzant processadors Intel Skylake s'eliminaran; i a partir de les properes generacions d'arquitectures Intel (Kaby Lake) i AMD (Bristol Ridge), Windows 10 serà l'única plataforma Windows compatible. A més, en el futur, utilitzant els últims processadors de la generació sempre requerirà l'última generació del sistema operatiu. Terry Myerson va dir que Microsoft no vol fer més inversions en l'optimització de versions anteriors de Windows i el programari associat per a les noves generacions de processadors.
| Component              | Mínims | Recomanats |
| ---------------------- | --- | --- |
| Processador            | 1 GHz de freqüència de rellotge IA-32 o arquitectura x86-64 amb suport per a PAE, NX i SSE2 Les CPUs x86-64 també han de ser compatible amb CMPXCHG16B, PrefetchW i les instruccions LAHF/SAHF. | 1 GHz de freqüència de rellotge IA-32 o arquitectura x86-64 amb suport per a PAE, NX i SSE2 Les CPUs x86-64 també han de ser compatible amb CMPXCHG16B, PrefetchW i les instruccions LAHF/SAHF. |
| Memòria (RAM)          | 2 GB | 4 GB |
| Targeta gràfica        | Dispositiu gràfic amb DirectX 9 WDDM 1.0 o controlador posterior | WDDM 1.3 o controlador posterior |
| Pantalla               | 800×600 pixels | N/D |
| Dispositiu d'entrada   | Teclat i Ratolí | Pantalla Multitàctil |
| Espai d'emmagatzematge | Edició IA-32 : 16 GB Edició x86-64: 20 GB | N/D |

| Característica                   | Requeriments                                                                               |
| -------------------------------- | ------------------------------------------------------------------------------------------ |
| Client Hyper-V                   | Second Level Address Translation (SLAT) i una edició de 64 bits de Windows                 |
| UEFI                             | UEFI v2.3.1 Errata B amb Microsoft Windows Certification Authority a la seva base de dades |
| BitLocker, xifrat de dispositius | Trusted Platform Module (TPM) 2.0                                                          |
| Windows Hello                    | Sistema d'il·luminació de la Càmera d'infraroigs                                           |
| Reconeixement de la parla        | Micròfon                                                                                   |
| Autenticació biomètrica          | Lector d'empremta dactilar                                                                 |
| BitLocker                        | InstantGo                                                                                  |
| Miracast                         | Adaptador Wi-Fi amb suport de Wi-Fi Direct                                                 |
| Atenció segura                   | Equivalent per maquinari de la seqüència de tecles Ctrl+Alt+Supr o ⊞ Win+Apagar            |